# Atok
Ne doit pas être confondu avec Atok (Cameroun).
Atok est une municipalité de la province de Benguet aux Philippines.
On compte 8 barangays:
- Abiang
- Caliking
- Cattubo
- Naguey
- Paoay
- Pasdong
- Poblacion
- Topdac